# Al-Zarrar
Al-Zarrar  (Urdu: الضرار) ist die Bezeichnung eines pakistanischen Kampfpanzers, der seit 2004 im aktiven Dienst steht. 
Hinter dem Namen verbirgt sich eine technisch aufgewertete Version des chinesischen Typ 59, der wiederum im Wesentlichen auf der Technik des sowjetischen T-54 basiert. Dieses Projekt wurde gestartet, um die über 1.000 veralteten Modelle dieses Typs im Bestand der pakistanischen Armee wenigstens annähernd an die heutigen militärischen und technischen Anforderungen heranzuführen. Wichtigste Änderungen sind eine 125-mm-Glattrohrkanone, eine verbesserte Getriebeübersetzung sowie eine verstärkte Panzerung in Form von reaktiven Zusatzplatten und eines Minenschutzes am Unterboden des Fahrzeugs. Der Al-Zarrar stellt eine kostengünstige technische Notlösung dar, ist allerdings kaum zukunftsfähig, da die aufgewertete Version selbst als bereits veraltet zu bezeichnen ist.
Obwohl das Aufrüstungsprogramm bereits 1990 begann, wurde der Al-Zarrar erst 2004 bei der pakistanischen Panzertruppe in Dienst gestellt und ersetzte nach und nach die Panzer vom Typ 59. Er stellt eine Zwischenstufe auf dem Weg zum mit chinesischer Hilfe entwickelten Al-Khalid als Hauptwaffensystem der pakistanischen Panzerarmee dar.